# بلکککلنزمن
بلکککلنزمن (به انگلیسی: "BlacKkKlansman ") یک فیلم بیوگرافی، کمدی-درام آمریکایی به کارگردانی اسپایک لی محصول ۲۰۱۸ است. این فیلم برای رقابت در کسب نخل طلا هفتاد و یکمین جشنواره فیلم کن انتخاب شد. همچنین در نود و یکمین دوره جوایز اسکار در ٦ رشته نامزد شد و در نهایت اسپایک لی جایزه اسکار بهترین فیلم نامه اقتباسی را در این مراسم از آن خود کرد.

## داستان
روایتگر داستان واقعی یک افسر پلیس آمریکایی سیاه‌پوست در دهه ۱۹۷۰ میلادی به نام ران استالورث است که توانست به گروه نژادپرست «کو کلاکس کلان» آمریکا نفوذ کند. او حرف‌های تلفنی را زده و یک پلیس سفیدپوست جای او ملاقات‌ها را انجام می‌دهد.